# Psilotris alepis
Psilotris alepis är en fiskart som beskrevs av Ginsburg, 1953. Psilotris alepis ingår i släktet Psilotris och familjen smörbultsfiskar. Inga underarter finns listade i Catalogue of Life.